# Siam Shade II
Siam Shade II é o segundo álbum de estúdio da banda japonesa de rock Siam Shade, lançado em 11 de Novembro de 1995.

## Faixas
| N.º            | Título                                   | Duração |  |
| 1.             | "Dreamless World"                        | 5:25    |  |
| 2.             | "Time's"                                 | 4:24    |  |
| 3.             | "Calling"                                | 4:58    |  |
| 4.             | "Sadness"                                | 5:16    |  |
| 5.             | "Yume no Naka e" (夢の中へ)              | 4:31    |  |
| 6.             | "Sugao no Mama de" (素顔のままで)        | 4:26    |  |
| 7.             | "Ookina Ki no Shita de" (大きな木の下で) | 5:08    |  |
| 8.             | "Imitation Love"                         | 5:18    |  |
| 9.             | "Can't Forget You"                       | 3:38    |  |
| 10.            | "Owaranai Machi" (終わらない街)          | 4:24    |  |
| 11.            | "Rain"                                   | 3:53    |  |
| 12.            | "Shake Me Down"                          | 3:46    |  |
| Duração total: | Duração total:                           | 55:00   |  |

## Singles

### Rain
- Rain é o primeiro single da banda Siam Shade, lançado em 21 de Outubro de 1995. Foi música tema de abertura da série "M's na Yoru" da TBS.[3]

#### Faixas do Álbum
- - 01 Rain
  - 02 Shake Me Down

### Time's
- Time's é o segundo single da banda Siam Shade, lançado em 1 de Fevereiro de 1996.

#### Faixas do Álbum
- - 01 Time's
  - 02 Prayer
  - 03 Time's (Original Karaoke)